# Emanuele Casale
Emanuele Casale (Catania, 14 ottobre 1974) è un compositore italiano.

## Biografia
Allievo di Alessandro Cipriani a Catania ed Eliodoro Sollima a Palermo, completati gli studi musicali ha seguito corsi con Aldo Clementi e Salvatore Sciarrino. A partire dal 1998 ha ottenuto, ancora studente, svariati premi internazionali di composizione.
Dopo alcune esperienze di ricerca al Teatro dell'Opera di Francoforte, all'Istituto di Musica Elettroacustica di Bourges e all'Accademia delle Arti di Berlino, si è stabilito definitivamente in Sicilia dove insegna Musica Elettronica all'Istituto musicale Vincenzo Bellini di Palermo.
Il 18 dicembre 2003 la sua composizione 6 per orchestra sinfonica è stata eseguita nella quarta serata della settimana inaugurale del Teatro La Fenice di Venezia, riaperto dopo la distruzione a causa di un incendio.
Casale è anche direttore artistico dell'Associazione Musicale Etnea.

## La musica
Dal 1997 al 2006 la produzione cameristica di Casale si caratterizza per uno spirito tendenzialmente ludico, avulso sia dalle sonorità cupe di una certa area musicale dell'avanguardia austro-tedesca, sia dall'espressività contenuta di stampo francese.
Ne scaturisce uno stile "italico" ed essenzialista, il quale, rifacendosi seppur lontanamente al carattere sonoro di compositori italiani quali Frescobaldi, gli Scarlatti e Vivaldi (ma probabilmente anche all'indole di Šostakovič), genera forme musicali estremamente asciutte e condensate, esaltando le idee più dirette, immediate e trasparenti, reticenti a quelle riflessioni sonore dilungate che secondo l'autore sarebbero ormai collocabili fuori dal nostro tempo, viziato da durate ben più contratte.
In composizioni come 5 (2003) e 9 (2005) risuona una ritmicità postmoderna accompagnata da suggestioni elettroacustiche, che guardano addirittura a certi sperimentalismi della musica techno più alternativa. Le impalcature sono rigide e rettilinee, percorse da evidenti momenti dialogici collocati dentro l'edificio del divertissement. I suoni elettronici, che ricoprono un ruolo non si secondo piano in molta produzione da camera di Casale, lungi dall'essere orientati principalmente verso la costruzione timbrica (Berio, Maderna, Stockhausen e successori), e diversi dal ruolo accessorio di certe istanze accademiche dell'estetica francese (Boulez, Doufourt, Murail, Fedele), forniscono concreti elementi che sagomano i profili sonori, dispensandone quella propulsione ritmica che Gaetano Mercadante definisce "preclassica". Il ruolo dell'elettronica diviene così di incapsulamento strutturale all'interno di 'balocchi sonori' elettroacustici volutamente ispirati all'immaginario dell'infanzia.
Le più recenti esperienze compositive di Casale, oltre a toccare temi sociali di rilevante importanza (A Victor Hugo Daza per orchestra, dedicato al diciassettenne boliviano ucciso per le sue battaglie contro la privatizzazione dell'acqua, Esistere lago, nulla e un tempo, per le cause ambientaliste) sembrano percorrere snodi stilistici alla ricerca di una sensualità sonora dai tratti pacifici.

## Composizioni
Pubblicate da Nuova Stradivarius Edizioni Musicali, Milano
- In corpo (violoncello, 1995)
- Composizione per voce sola su testo di Biagio Guerrera (voce sola, tenore o soprano, 1997)
- Studio 1 (corno e elettronica, 1998)
- Composizione per 5 strumenti (flauto, clarinetto basso, pianoforte, violino e violoncello, 1998)
- Tempo intinge in sogni e sole (orchestra, 2000)
- Studio 2a (flauto dolce basso e elettronica, 2000)
- Studio 2b (flauto e elettronica, 2000)
- Composizione per quattro (flauto, voce femminile, trombone, percussioni ed elettronica, 2000)
- 1 (azione scenica con danza, 2000-2001)
- 3 (flauto e fagotto, 2002)
- 5 (flauto, clarinetto ed elettronica,  2003)

Pubblicate da Edizioni BMG Ricordi, Milano
- 2 (ensemble, 2001-2002)
- 6 (orchestra, 2003)
- 7 (quartetto d'archi, 2004)
- 9 (ensemble e elettronica, 2005)

## Discografia
- Una musica plurale (2004, Stradivarius, STR 33696)
- Chamber music (2007, Stradivarius, STR 33750)

## Premi
- CEMAT 1998
- Concours International de Musique Electroacoustique di Bourges 1999
- Frankfurt Opera House 2000
- 22° Irino Prize, Tokyo, 2001[2]
- Tribuna IREM dell'International Music Council – UNESCO, 2002[3]
- Grame del Centre National de Création Musicale di Lione, 2005[4]
- Reading Panel di Parigi (IRCAM - Ensemble Intercontemporain)